# Max Schirschin
Maximilian Schirschin (* 29. Januar 1921 in Kranowitz, Oberschlesien; † 16. Mai 2013 in Rouen, Haute-Normandie) war ein deutscher Fußballspieler und Fußballtrainer. Nach Kriegsende lebte er in Frankreich.

## Leben und Wirken
Seine Fußballerkarriere begann Max Schirschin  als Jugendlicher in Oberschlesien beim örtlichen  Kranowitz 05 in Kranstät und wechselte 1937 zum SpVgg Ratibor 03, dann spielte er beim FC Schalke 04 in Gelsenkirchen, wurde zum Wehrdienst einberufen und nahm nach 1941 im Deutsch-Sowjetischen Krieg teil. Danach wurde er an die Westfront versetzt und kam in die französische Kriegsgefangenschaft in Hyères an der französischen  Mittelmeerküste.
Nach der Entlassung entschloss er sich, in Frankreich zu bleiben und wurde Fußballspieler in Ollioules am Golfe du Lion. Im Jahr 1947 schloss er ein Engagement als Profifußballspieler mit dem SCO Angers (2. Liga) im Pays de la Loire ab, spielte als Mittelfeldspieler, dann als Abwehrspieler und fiel durch seine Hartnäckigkeit und Ausdauer auf. Im Jahr 1948 wechselte Max Schirschin zum Le Havre AC in der Haute-Normandie, einem der besten Fußballklubs der 2. Liga. Seit dem Jahr 1950 spielte er in der Normandie im roten Trikot beim FC Rouen.
Seine Laufbahn als Fußballtrainer begann er im Jahr 1955 in Nordafrika in Algier beim USM El Harrach in El Harrach und wechselte 1957 zum Union Sportive Football Fécamp (USFF) in Fécamp in der Normandie. Im Jahr 1959 kehrte er zum FC Rouen zurück; er leitete die „Roten Daibels“ in die oberste Spielklasse (1. Liga) und förderte junge Fußballspieler wie Philippe Poulian, Daniel Druda, Patrice Rio Jean-Pierre Destrumelle. Die Niederlagen seiner Mannschaft im Herbst 1963 und die schwierigen Beziehungen mit Yvon Goujon führten zu seiner Entlassung als Trainer im Januar 1964.
Er verließ Frankreich für etwa zwei Jahre und wurde Fußballtrainer  bei der Nationalmannschaft KAA Gent (1964–1965) in Belgien und bei Fortuna Sittard (1965–1966) in Niederlanden. In den Jahren 1966–1968 trainierte er die Mannschaft beim FC Metz (2. Liga) und führte sie in die Spitzenposition. Im Jahr 1967 wurde Max Schirschin durch Rene Fuchs vertreten und die Mannschaft kam in den Abstiegbereich. Im Jahr 1968 kehrte er in die Normandie zum Le Havre AC zurück und führte diese Mannschaft in die 2. Liga.
Im November 1971, nach der Entlassung des Pierre Tourniers, wurde er zum Leiter seines beliebten FC Rouen ernannt. Seine Mannschaft schloss die Fußballsaison 1972 mit einem soliden vierten Platz und Max Schirschin beendete mit 51 Jahren seine Fußballerkarriere.